# 門静
門静（もんしず）は、北海道厚岸郡厚岸町にある町名。1丁目から4丁目で構成される。郵便番号は4丁目55から114番地が088-0874、その他が088-1126。

## 地理
厚岸町西部にの厚岸湾沿いに位置し、白浜、太田宏陽、尾幌、苫多に隣接する。地区内を国道44号と根室本線が横断している。概ね漁村であるが、現在の1丁目には1970年頃に宅地が造成されている。

### 河川
- 尾幌川

## 歴史
大正、昭和にかけては拾い鰊で生計が立てられるほどの漁村であった。当時は真龍村から門静にかけて、砂利浜の海岸であったがバラサン岬の石と共に釧路の築港工事によって採取され、消失している。また、採石場も存在し、この採石場より採れた石は良質多量であったことから釧路港の他、鉄道敷設や飛行場建設にも使われたが、その一方でタコ部屋労働や朝鮮人、中国人連行者の強制労働などが行われていた。

### 地名の由来
「湾の傍」を意味するアイヌ語の「モイシュツ」や「湾の根元」を意味する「モイスッ」に由来するとされる。

### 沿革
- 1900年（明治33年） 7月1日 - 厚岸町が一級町村制を施行し、厚岸町の一部となる。
- 2004年（平成16年）11月15日 - 厚岸町字名改正事業に伴って、大字真龍町字門静の全域と大字真龍町字白浜町、大字真龍町（字なし）、大字太田村（字なし）、大字苫多村字苫多のそれぞれ一部をもって門静1丁目から4丁目が成立する[9][10]。

## 世帯数と人口
2023年（令和5年）3月31日現在の世帯数と人口は以下のとおりである。
| 地区名 | 世帯数  | 人口  |
| ------ | ------- | ----- |
| 門静   | 190世帯 | 415人 |

## 小・中学校の学区
町立小・中学校に通う場合、学区は以下の通りとなる。
|      | 小学校             | 中学校             |
| ---- | ------------------ | ------------------ |
| 全域 | 厚岸町立真龍小学校 | 厚岸町立真龍中学校 |

## 交通
- 根室本線門静駅
- 国道44号

## 施設
- あっけし望洋台
- 厚岸浄水場
- 門静簡易郵便局